# A42高速公路
A42高速公路是法国的一条高速公路，全长533千米，于1987年建成通车。A42始于Villeurbanne，经A46、A432高速，终于Druillat，与A40相接。A42也是欧洲E611公路的一部分。